# Ectoedemia phaeolepis
Ectoedemia phaeolepis là một loài bướm đêm thuộc họ Nepticulidae. Nó là loài đặc hữu của bán đảo Iberia.
Sải cánh dài 5.4–6 mm. Con trưởng thành bay từ cuối tháng 5 đến đầu tháng 8.
Ấu trùng ăn Quercus ilex và Quercus rotundifolia. Chúng ăn lá nơi chúng làm tổ.

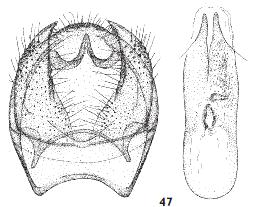
Male genitalia
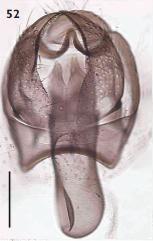
Male genitalia
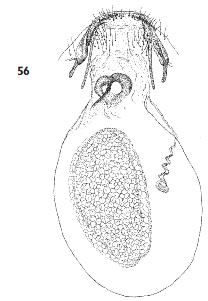
Female genitalia
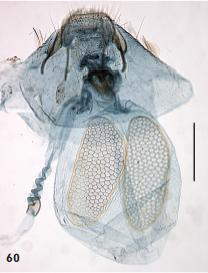
Female genitalia
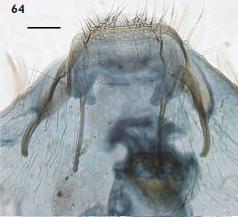
Female terminal abdominal segment
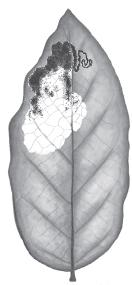
Leafmine